# 福留幸夫
福留 幸夫（ふくとめ ゆきお）は、日本の俳優、スーツアクター。別名：福留 幸雄。

## 出演

### テレビ
- ウルトラQ（1966年）
  - 第2話「五郎とゴロー」 - 巨猿ゴロー[1]
  - 第6話「育てよ! カメ」 - 大ガメ ガメロン[2]
  - 第8話「甘い蜜の恐怖」 - モグラ怪獣モングラー[3]
  - 第27話「206便消滅す」 - 四次元怪獣トドラ[4]
- 火曜日の女シリーズ / 蒼いけものたち（1970年、NTV / 東宝）
- 荒野の素浪人（1972年）
- ミラーマン 第32話「今救え! 死の海」（1972年）
- 荒野の用心棒（1973年）
  - 第6話
  - 第13話
  - 第17話
  - 第22話
  - 第26話
- 大江戸捜査網 第3シリーズ（東京12チャンネル）
  - 第84話「怪盗お役者変化」（1975年4月26日）
  - 第88話「必殺! 忍者群団」（1975年5月24日）
  - 第167話「銃声は少年の叫び」（1976年11月27日）
- 伝七捕物帳 （NTV）
  - 第76話「涙の赤っ鼻  情けの十手」（1975年）
  - 第92話 「涙にかくす親ごころ」（1975年）
  - 第110話「父と呼ばれて15年」（1976年）
  - 第113話「上方から来た男」（1976年） - 門番
  - 第115話「同祖神は何を見た」（1976年）
  - 第128話「むすめ十手はなぜ重い」（1976年）
- 気まぐれ本格派 第2話「兄貴の掌は熱かった」（1977年）
- 首無し島（1978年）
- 恐竜戦隊コセイドン 第50話「コセイダー 恐竜牧場を守れ」（1979年） - ハンター
- 江戸の激斗 第7話「激流に消えた男」（1979年）
- 江戸の牙 第16話「幕情 嵐を呼ぶ地獄船」（1980年）
- 西遊記II 第15話「黄金妖怪 婿どの買います」（1980年）
- 俺はおまわり君 第13話（1981年）
- 鬼平犯科帳 第2シリーズ 第22話「暗剣白梅香」（1981年）
- 文吾捕物帳 第18話（1982年）